# Zacharias Cygnæus den äldre
Zacharias Cygnæus, född den 1 november 1733 i Mäntyharju, död den 5 april 1809 i Borgå, var en finländsk präst. Han var son till Zacharias Cygnæus den äldste samt  far till Zacharias Cygnæus den yngre och Johan Henrik Cygnæus.
Cygnæus efterträdde sin far som kyrkoherde i Mäntyharju socken, av vilken en del hörde till Ryssland, vilket vållade honom stora problem. Cygnæus var därefter kyrkoherde i Lovisa församling 1780-1791. År 1791 blev han domprost i Borgå och 1792 biskop i Borgå stift. Vid jubelfesten i Uppsala 1793 utnämndes Cygnæus till teologie doktor och invaldes i utskottet för kyrkohandbokens revidering, och var vid riksdagen i Norrköping 1800 ordförande i ecklesiastikdeputationerna. Cygnæus var en framstående predikant och även verksam för folkupplysningen.